# Sturmmaske auf (Intro)
Sturmmaske auf (Intro) ist die erste Singleauskopplung des Kollaboalbums Jung Brutal Gutaussehend 3 der deutschen Rapper Kollegah und Farid Bang. Das Stück wurde am 28. September 2017 über die Düsseldorfer Plattenlabels Alpha Music Empire und Banger Musik veröffentlicht.
Am 4. Mai 2018 erschien ein Remix des Songs unter dem Namen Sturmmaske auf (Gold war gestern RMX), der Gastbeiträge von den Rappern 18 Karat, Jigzaw, Summer Cem und King Khalil enthält. Der Remix ist auch auf Platin war gestern, dem Nachfolgealbum zu JBG3, enthalten.

## Artwork
Das Single-Cover ist in den Farben Rot und Schwarz gehalten. Farid Bang posiert mit Kollegah vor einem großen Auto. Unten links ist der Schriftzug JBG 3 zu sehen, während oben links der Single-Titel sowie die Namen der Interpreten stehen.

## Hintergrund
Das Kollaboalbum Jung Brutal Gutaussehend 3 wurde am 1. Dezember 2017 veröffentlicht. Die Rapper Kollegah und Farid Bang arbeiten jedoch schon länger zusammen. Auf zahlreichen Alben treten sie gemeinsam auf. Die letzte gemeinsame Veröffentlichung war das Album Jung, brutal, gutaussehend 2 im Jahr 2013.
Sturmmaske auf stellt das Intro des Albums dar und erschien am 28. September 2017 als erste Singleauskopplung. Am selben Tag wurde ein Musikvideo zum Lied auf dem Kanal Bosshaft TV veröffentlicht. Im Video ist ein Monstertruck mit der Aufschrift JBG3 zu sehen, auf und in dem Kollegah und Farid Bang rappen. Das Video wurde vom Regisseur Shaho Casado produziert, der schon vorher mit zahlreichen Rappern zusammengearbeitet hat (z. B. beim Musikvideo zu Diamanten mit Kontra K). Es wurde auf YouTube seither über 19,5 Millionen Mal aufgerufen (Stand: Mai 2023).
Am Tag der Veröffentlichung von veröffentlichten beide Rapper zudem einen Teaser zu Zieh’ den Rucksack aus auf dem YouTube-Kanal von Banger Musik, in welchem sie mittels Autotune u. a. Miami Yacine und die KMN Gang parodieren. Ein Indiz dafür ist z. B. die häufige Verwendung des Wortes Cocaine, welches als Anspielung auf die Trap-Single Kokaina von Miami Yacine gedeutet wird.

## Inhalt
Sturmmaske auf wurde von den deutschen Beatproduzenten Joznez und Johnny Illstrument produziert.
Der Song enthält mehrere Disses gegen die Rapper RIN, MOK, Laas Unltd., Bushido, Sido, Kool Savas, Zuna und Sun Diego. Es gibt ebenfalls sexuelle Anspielungen auf die Frau von Sido, die Moderatorin Charlotte Würdig. Am Ende des Disstracks wird die Schauspielerin und Sängerin Carolin Kebekus erwähnt und als „Nutte“ tituliert. Kebekus hatte Bang zuvor zur "Pussy des Monats" gekürt, nachdem er ein misogynes Posting über die weiblichen Opfer häuslicher Gewalt veröffentlicht hatte.

## Musikvideo
Teile des Musikvideos spielen auf der Hängeseilbrücke Geierlay in Rheinland-Pfalz.

## Rezeption

### Rezensionen
Für Yannik Gölz von Laut.de kündigt das Lied einen „zu grotesk konstruierter Epik aufgepumpten Langspieler voller recycelter Muttersprüche“ an, auf dem es wie auf den Vorgängern „Sticheleien gegen andere Rapper auf den selben alten Beats“ gibt.

### Kommerzieller Erfolg
Sturmmaske auf (Intro) erreichte am 6. Oktober 2017 Position eins der deutschen Singlecharts und konnte sich insgesamt 14 Wochen in den Top 100 halten. In Österreich erreichte die Single Platz 6 und in der Schweiz Platz 15 der Charts. Der Song erhielt für 200.000 verkaufte Einheiten eine Goldene Schallplatte, jedoch wurde die Auszeichnung im Rahmen der Indizierung des Albums aberkannt.
| ChartsChartplatzierungen | Höchstplatzierung | Wochen |
| ------------------------ | ----------------- | ------ |
| Deutschland (GfK)        | 1 (14 Wo.)        | 14     |
| Österreich (Ö3)          | 6 (9 Wo.)         | 9      |
| Schweiz (IFPI)           | 15 (3 Wo.)        | 3      |